# 諸井三郎
諸井 三郎（もろい さぶろう、1903年8月7日 - 1977年3月24日）は、日本の作曲家。

## 経歴
東京府（現：東京都）生まれ。家は秩父セメント（現：太平洋セメント）の創業者一族。
幼少時よりピアノを始め、東京高等師範学校附属小学校（現：筑波大学附属小学校）を経て、同附属中学校（現：筑波大学附属中学校・高等学校）在学時にピアニストを志す。附属中学の同級生には、美濃部亮吉（元東京都知事）、正田英三郎（日清製粉名誉会長）、岸本英夫（東京大学名誉教授）、芳賀檀（ドイツ文学者）などがいた。
東京高師附属中を1921年に卒業後、旧制浦和高等学校を経て東京帝国大学文学部美学美術史学科を1928年に卒業。
浦和高校入学後に萩原英一に、東大在籍中にヴィリ・バルダスとレオニード・コハンスキにピアノを師事する。1927年に音楽団体「スルヤ（Surya）」（インド神の名に由来。命名者は今東光・今日出海兄弟の父である今武平）を結成し、河上徹太郎、三好達治、小林秀雄、中原中也、大岡昇平らと親交を持つ。1931年に内海誓一郎らとともに新興作曲家連盟に加入。東京高等音楽学院（現：国立音楽大学）で作曲を教えた。1932年から1934年までベルリン高等音楽学校に留学し、レオ・シュラッテンホルツ、マックス・トラップに作曲を、ヴァルター・グマインドルに管弦楽法を、ルドルフ・シュミットにピアノを師事した。1937年の第1回新響邦人作品コンクールで『ピアノ協奏曲 ハ長調』が入選。
1946年に文部省社会教育視学官に就任し、最初の学習指導要領試案の音楽科編をほぼ一人で作成した。音楽教育における器楽・鑑賞・作曲の採用を主張する諸井の考えは民間情報教育局に賛同され、音楽科に器楽教育が導入されることとなった。1965年から1976年まで東京都交響楽団音楽監督。1967年に洗足学園大学音楽学部長に就任。
父は諸井恒平、兄は諸井貫一。息子は太平洋セメント相談役の諸井虔と作曲家諸井誠の2人、娘が1人。また、恒平は実業家渋沢栄一・尾高惇忠の縁者であり、さらに実業家尾高次郎の孫の会計学者諸井勝之助が貫一の婿養子となっており、三郎は作曲家・指揮者の尾高尚忠・惇忠・忠明一家とも縁戚関係にある。墓所は埼玉県本庄市の曹洞宗安養院。

## 作風
諸井三郎は、旧世代の日本の作曲家が歌曲やオペラ中心の創作姿勢を選んだことに反発し、ベートーヴェンへの心酔もあいまって、楽想の抽象的な展開を追究する器楽曲の作曲家であることを目指した。とりわけソナタ形式やフーガを含む大形式の楽曲が多い。山田耕筰がスクリャービンを経験しながらもロマン派へ回帰したのとは対照的に、諸井三郎は新古典主義者の姿勢を崩さず、門人がより急進的な方向に乗り出すことにも寛容だった。ベートーヴェンに関する児童向けの伝記を執筆したほか、ベートーヴェンのピアノ・ソナタの楽譜の校訂も行った。
作曲家を志したきっかけは東京高師附属中学3年のときに、ピアニスト小倉末子によるオール・ベートーヴェン・プログラムによるピアノ・リサイタルに接して感銘を受けたことによる。以後、独学で作曲を開始し、やがて20代で結成した音楽グループ「スルヤ」が開催した一連の発表会で、自作を次々に公の場で発表する。昭和1桁台の当時はいわゆる「洋楽系作曲家」の存在がまだ珍しかったこともあり、その活動は世間の注目を浴びることとなる。この頃の作品は、ベートーヴェン、ブラームス、フランクなどの影響を受けている。
やがて、独学による探求は行き詰まりを迎え、1933年（昭和8年）にベルリンに留学。留学中に、欧米で流行中の新古典主義音楽の洗礼を受け、調的だが非機能的な和声法を持つ、晦渋な作風をとるに至った。留学中の卒業作品として書き、現地で初演された「交響曲第1番」（1934年）を経て、帰国後発表された「交響曲第2番」（1938年）、「ヴァイオリン協奏曲」（1939年）、「弦楽六重奏曲」（1941年）、「交響的二楽章」（1942年）など次々に発表された大作は、押しなべてそのような特徴を持つ。この当時の戦争にひたすら向かう世相の悪化という状況も、作品の晦渋化に拍車をかけた。
しかし、1943年の「こどものための小交響曲」を発端に、それまでの彼の作品には有り得なかった日本的、叙情的な作風が顔を出すようになる。1944年に書かれた「交響曲第3番」は、彼が戦争による死を覚悟し、まさしく遺書として書かれた大作である。2004年にはナクソスよりこの曲のCDが発売された（指揮：湯浅卓雄）。
戦後の作曲活動は不活発で、1945年から没年の1977年の32年の間にわずか8曲しか残していない。その理由は、「交響曲第3番」の作曲によって燃え尽きたためであるという指摘が多い。しかし1951年の「交響曲第4番」は、当時国内に流入し始めてきたロシア音楽の素材を彼なりに消化した、「交響曲第3番」とは対照的な明朗快活な音楽である。また最晩年の1977年に書かれた「ピアノ協奏曲第2番」では、弟子たち（入野義朗、柴田南雄）や息子（諸井誠）より数十年遅れて十二音技法による作曲を試みており、作品数は少ないながらも新境地を切り開いていることは大いに注目に値する。
作曲活動が下火になるのと対照的に、著作者としての顔が表に現れるようになる。1946年からの20年間に、平均して年2冊のペースで著書を出版するほどに力を注いだ。

## 主要作品

### 交響曲
- 交響曲第1番ハ短調Op.8（1934年）[8][9]
- 交響曲第2番Op.16（1938年）[10][11]
- 交響曲第3番Op.25（1944年）[12]
- 交響曲第4番Op.27（1951年）[12]
- 交響曲第5番「大学祝典交響曲」Op.29（1970年）

### 管弦楽曲
- 交響的断章（1928年、旧作品番号は19）
- 交響的二楽章Op.22（1942年）
- 萬里の外（1942年）（交響詩曲「皇軍頌歌」第三曲）
- 交響的幻想曲ハ長調「黎明を讃ふ」（1943年）
- 交響詩「提督戦死」（1943年）
- 交響的楽劇「一人の兵士」
- こどものための小交響曲（シンフォニエッタ）Op.24（1943年）
- 序曲「勝利への歓呼」（1944年）
- 幻想曲風オラトリオ「太陽のおとずれ」Op.28（1968年）

### 協奏曲
- ピアノ協奏曲嬰ヘ短調（1927年、旧作品番号は6）
- ピアノ協奏曲第1番ハ長調Op.7（1933年）
- チェロ協奏曲Op.12（1936年）
- ファゴット協奏曲Op.14（1937年、紛失）
- ヴァイオリン協奏曲Op.18（1939年）
- ピアノとオーケストラのためのアレグロOp.26（1947年）
- ピアノ協奏曲第2番Op.31（1977年）

### 室内楽
- チェロとピアノのための一楽章ソナタ（チェロ・ソナタ第3番）Op.3（1927年）
- ヴァイオリン・ソナタ第1番（1928年）
- ヴァイオリン・ソナタ第2番（1930年）
- 弦楽四重奏曲Op.6（1933年）
- ピアノ四重奏曲Op.9
- ヴィオラ・ソナタOp.11（1935年）
- チェンバロ、チェロとヴィオラ・ダ・ガンバのための三重奏曲Op.13
- オリンピックからの3つの断片（1936年）ベルリンオリンピック大会芸術競技（音楽）出品作品[13]
- フルート・ソナタOp.15（1937年）
- 弦楽六重奏曲Op.17（1939年）
- 弦楽三重奏曲Op.19（1939年）
- ホルン・ソナタOp.32（1977年）

### ピアノ曲
「ピアノ・ソナタ」と題された作品が少なくとも10曲存在する。1927年から1931年にかけて第1番から第5番が書かれた。それ以前に3曲（1920年、1922年、1923年）あり、それ以後に再ナンバリングされたかたちで第1番（1933年）、第2番（1939年）が書かれている。
- ピアノ・ソナタ第1番Op.5（1933年）
- ピアノ・ソナタ第2番Op.20（1940年）
- ピアノのための組曲（1942年）
- ピアノのための前奏曲とアレグロ・ジョコーソOp.30（1971年）

### 声楽曲
- 小曲（1926年、大木惇夫）
- 風、光、木の葉（1926年、大木惇夫）
- 少年（1926年、三好達治）
- 公孫樹（1927年、井上思外雄）
- 朝の歌（1928年、中原中也）
- 臨終（1928年、中原中也）
- 「空しき秋」第十二編 老いたるものをして（1929年、中原中也）[注釈 2]
- 乳母車（1931年、三好達治）
- ソプラノと管弦楽のための2つの歌曲Op.10（1935年、中原中也「春と赤ン坊」「妹よ」）[14][15]
- 遠き山見ゆOp.33（1977年、三好達治）

## 校歌
- 東京工業大学学歌（1957年制定）／作詞：三好達治
- 東京都立秋川高等学校校歌／作詞：木俣修（2001年3月廃校）
- 静岡県立浜名高等学校校歌／作詞：三好達治
- 静岡県立浜松北高等学校校歌／作詞：児山敬一
- 福井県立武生商業高等学校校歌／作詞：高木市之助
- 佐賀県立唐津東中学校・高等学校校歌／作詞：下村湖人
- 長崎県立長崎北高等学校校歌／作詞：高木市之助
- 千葉県木更津市立金田中学校校歌／作詞：江尻幹雄
- 千葉県野田市立第二中学校校歌／作詞：野田市立第二中学校選
- 埼玉県本庄市立本庄西中学校校歌／作詞：下山つとむ
- 新潟県阿賀野市立水原小学校校歌／作詞：石森延男
- 秋田県仙北市立角館中学校校歌／作詞:三好達治

## 著書
- 音楽形式論（東洋音楽学校出版部／1932年）
- 機能和声法（古賀書店／1941年 → 音楽之友社／1954年）
- 音楽と思想（生活社／1946年）
- 音楽教育論（河出書房／1947年）
- ベートーヴェン（文體社／1948年）
- 新らしい音楽科の導き方（三省堂出版／1948年）
- 音楽科の指導はこうして（新教育協会／1948年）
- 音楽のはなし（三省堂出版／1949年）
- 作曲の基礎知識（音楽之友社／1949年）
- ベートーヴェン絃楽四重奏曲（創元社／1949年 → 音楽之友社／1965年）
- 純粋対位法（大化書房／1949年 → 音楽之友社／1955年）
- 音楽の歴史（社会教育連合会編、印刷廳／1949年）
- ロマン派音楽の潮流（文藝春秋新社／1950年 → 創元文庫／1952年 → 新潮文庫／1954年）
- 若き音楽人のために（北大路書房／1950年）
- ベートーヴェン（音楽之友社／1951年）
- 音楽の世界（音楽之友社／1951年）
- 作曲入門（創元社／1951年）
- 音楽（目黒書店／1951年 → 近代生活社／1956年）
- 音楽論ノート（創元社／1951年 → 角川文庫／1955年）
- 音楽辞典（編、弘文堂／1951年）
- 音楽概論（河出書房／1952年 → 全音楽譜出版社／1958年）
- 音楽の精神（全音楽譜出版社／1952年）
- 対位法入門（音楽之友社／1952年）
- 音楽教育講座（全3巻）（監修、河出書房／1952年）
- 音楽と思考（読売新聞社／1953年）
- 音楽辞典（諸井、野村良雄、吉田秀和編、河出書房／1953年）
- ロマン派音楽の潮流（新潮文庫／1954年）
- 保育のための音楽教育（酒田冨治との共著、恒星社厚生閣／1954年／1966年増補新版）
- 音楽と社会生活（三省堂出版／1955年）
- 楽式の研究（全5巻）（音楽之友社／1957年 - 1968年）
- ベートーヴェン ピアノソナタ（創元社／1958年 → 音楽之友社／1965年）
- 音楽の理論（音楽之友社／1959年）
- 中学校教師のための音楽科（監修、岩崎書店／1959年）
- ベートーベン――たましいの音楽家（武部本一郎絵、岩崎書店／1959年／1966年再刊）
- 音楽形式（全音楽譜出版社／1960年）
- 少年少女音楽入門（国土社／1960年）
- おかあさんの音楽教室（創彩社／1961年）
- 解説音楽史（大和文庫／1961年）
- ベートーベン（ジュニア版伝記全集5）（諸井編、谷俊彦絵、小学館／1963年）
- スコアリーディング（校閲、全音楽譜出版社／1963年）
- リスト（音楽之友社／1965年）
- ベートーベン――不滅の芸術と楽聖の生涯（旺文社文庫／1966年 → 新潮文庫／1982年）
- ベートーヴェン名曲案内（社会思想社／1966年）
- 音楽入門（国土社／1968年）
- 音楽構造の研究（上・中・下）（音楽之友社／1991年）

## 門人
- 市川都志春 (1912-1998)[16]
- 三木鶏郎 (1914-1994)[17]
- 戸田邦雄 (1915-2003)[1]
- 尾崎宗吉 (1915-1945)[1]
- 柴田南雄 (1916-1996)[1]
- 木下忠司 (1916-2018)[1]
- 入野義朗 (1921-1980)[1]
- 團伊玖磨 (1924-2001)[1]
- 渡辺宙明 (1925-2022)[18]
- 矢代秋雄 (1929-1976)[1]
- 神良聰夫（1933-)[19]
- 鈴木匡 (1934-2017)[20]
- 安彦善博 (1951-)[21]

## スルヤ・メンバー
スルヤ第1回演奏会で作成されたパンフレット『スルヤ・第1輯』掲載の「宣言」には、次の7名の名前が挙げられている。スルヤの活動にはこのほかにも複数の人物が関わっている。
- 伊集院清三
- 河上徹太郎
- 民谷宏
- 中嶋田鶴子
- 長井維理
- 内海誓一郎
- 諸井三郎